# Жак де Моле
Жак де Моле (фр. Jacques de Molay) је био двадесеттрећи и званично последњи велики мајстор витезова Темплара, ту функцију обављао је од 1292. до 1314. године.
Пре избора за великог мајстора имао је титулу маршала реда. Иако је период од пре његовог проглашења за вођу историји готово непознат трагичан крај Молеа и његових темплара учиниће га, заједно са Иг де Пејеном најпознатијим витезом овог реда. Папа Климент V забраниће Ред сиромашних витезова Христа и Соломоновог храма званично 1312. мада је стварно уништење реда почело 1307. под вођством француског краља Филипа IV када је и ухапшен Жак де Моле, у петак 13. октобра. Темплари су оптужени за јерес, због мучења признавали су да су током обреда порицали Бога, Исуса, Девицу Марију као и да су давали " пољубац срама " који је подразумевао љубљење иницијанта у уста, пупак, пенис и задњицу. Горећи на ломачи, Жак де Моле, велики мајстор, је проклео краља Филипа и папу Климента V да изађу пред божји суд у року од годину дана. Папа Климент је умро само месец дана касније, а Филип IV седам месеци касније. Многи су били одушевљени таквим развојем догађаја и ту причу наглашавали у својим хроникама.

## Младост
О његовој младости се мало зна. Рођен је у области Молеј између 1240. и 1250. у Француској која је у то време била под управом Светог римског царства. Као и већина других темплара припадао је породици мањег или средњег племства. У ред је ушао са двадесет година, иницијација се одржала у једној капели у Бону. На исток одлази 1270. и о његовим активностима наредних двадесет година се не зна готово ништа.

## Велики мајстор
Након пада Акре преостали Европљани су се повукли на Кипар. Кипар је представљао централну базу за евентуалне будуће војне операције против Мамелука али и седиште одакле се у том моменту само могло посматрати нестајање краљевине Јерусалим. Темплари су се такође окупили на Кипру и у јесен 1291. Моле је на једном састанку говорио о потребној реформи реда стављајући тако себе као алтернативу тренутном мајстору Годену. Већ следеће године Тибо Годен умире и како није имао других озбиљних против кандидата Жак де Моле постаје нови велики мајстор. Током пролећа 1293. креће на пут по западу покушавајући да скупи подршку за ново освајање Свете земље. Развија односе са европским лидерима као што су папа Бонифације VIII, Едвард I Плантагенет, Карло II Напуљски. Овим контактима Моле успева да ојача одбрану Кипра и да обезбеди допремање залиха али не и чврсту гаранцију за нови војни поход. У овом периоду вршен је притисак да се Темплари и Хоспиталци споје у један заједнички ред, међутим обе стране су такву могућност у потпуности одбијале.
 На Кипар се враћа у јесен 1296. да би бранио интересе темплара против Хенрија II, сукоба који је датирао још од Гијом де Божа када је краљ Кипра конфисковао део имовине реда. Од 1299. до 1303. био је ангажован у планирању и спровођењу нових напада, план је био да Моле координише активностима хришћанске војске и евентуалних савезника Илканата. Циљ похода био је освајање утврђења Тортозе у Сирији. Монголи су у више наврата покушавали да освоје Сирију али би њихов напад или одбили Мемлуци или би га они сами прекинули због унутрашњих проблема. Покушај савеза Монгола и Европљана је пропао због лоше комуникације. Де Моле је 1300. испловио са малом флотом од 16 бродова и напао делове Египатске и Сиријске обале. Флотом је командовао Хенри II са братом Амалриком. Намера је била да јединице дођу до обале а затим ту чекају монголско појачање. До тога није дошло јер се Монголи једноставно нису појавили, исто се десило и 1301. и на крају и 1302. када су у септембру у једном нападу краљ и његова пратња изгубили и то последње упориште на плажи.
 Након овог пораза Моле је предлагао промену тактике и да се уместо малих и спорадичних напада предузме један велики, односно да се поведе нови Крсташки рат. Реализацији његових планова овај пут се испречио сукоб браће Хенрија II и Амалрика за власт на Кипру. Темплари су у овом сукобу подржали Амалрика који је узео круну и прогласио се краљем 1306. а Хенрија протерао са острва. Током овог сукоба поново се јавио притисак на Молеа да се уједини са Хоспиталцима и да њихов вођа треба да буде нови краљ Јерусалима када се он поново освоји.

## Нови папа
Новоизабрани папа Климент V је 1305. писао великим мајсторима Темплара и Хоспиталаца питајући их за мишљење о новом походу као и о идеји спајања два реда. Захтевао је да му писмом одговоре на сва постављена питања. Де Моле је у одговору папи изразио неслагање са идејом спајањем сматрајући да би ова два реда одвојено била јача. Такође је Клименту пренео своје уверење да би евентуални нови поход морао бити масован јер појединачне и мале акције нису дале резултате. У јуну следеће године лидери оба реда су позвана на састанак код папе. Првобитан датум је одложен због папине болести тако да Де Моле у Француску стиже крајем 1306. или почетком 1307. где га чека вест о поновном одлагању састанка за мај, разлог за то је исти као и претходни пут, папино нарушено здравље.

## Краљ Филип IV
Краљ Филип је у то време био у рату са Енглезима али и у темпларским дуговима. Он се залагао за спајање два реда који би се потом ставили под његову контролу али се Де Моле оштро супротставио таквој судбини реда. Филип је већ имао историју сукоба са Ватиканом. Његов покушај да опорезује свештенство је изазвао папин револт који га је потом екскомуницирао из цркве, краљ му је одговорио тако што га је отео и оптужио за јерес. Папа Бонифације VIII се извукао али је на крају ипак умро 1303. од повреда које је задобио током заробљеништва. Слична судбина задесила је и његовог наследника Бенедикта XI који је на челу цркве био само годину дана а за ког се верује да је отрован од стране Филипа. Требало је да прође још готово годину дана да би се изабрао нови папа, овај пут то је био Климент V, Француз по националности, папа на којег је од самог почетка вршен притисак да се повинује Филиповој вољи. Како је вођство Хоспиталаца најавило свој долазак тек за крај лета, Де Моле се састао са папом и разговарао о новом походу али и о оптужбама, наводно бивших темплара, о блудним радњама током иницијације у ред. Де Моле је о овим оптужбама већ разговарао са Филипом у Паризу 24. јуна 1307. и делимично је успео да ″убеди″ краља у њихову неистинитост. Ипак, услед све већих оптужби папа сазива званичну истрагу 24. августа.

## Оптужба и хапшење
Оптужба се састојала из пет главних тачака:
- Пљување крста током иницијације у ред
- Љубљење иницијанта у уста, пупак и друге делове тела
- Неприродне пожуде су биле дозвољене
- Обожавање идола, Бафомета
- Свештеницима који ниси били у темпларском реду приступ је био забрањен

Делови оптужнице гласили су овако:
Клањали су се споменутом идолу као да се ради о Свевишњем, говорећи да их та глава може спасити, да је Реду донела сва богатства, те да чини да из земље ничу биљке и расте дрвеће.
Филип је 14. септембра послао тајну наредбу својим агентима да 13. октобра спроведу масовно хапшење темплара. Краљ је желео да поред темплара зароби и њихово благо које би му помогло да се ослободи огромних дугова. Де Моле је био у Паризу где је дан пре заробљавања присуствовао сахрани супруге Шарла Валоа, брата Филипа IV. Рација је започела у зору и велики мајстор је заробљен заједно са још шездесетак витезова. Током насилног испитивања од стране краљевих агената на универзитету у Паризу 24./25. октобра Де Моле је признао „одрицање од Христа и гажење по крсту“ током иницијације. Био је приморан да напише писмо у којем је замолио остале темпларе да признају своје „грехе“. Под Филиповим притиском папа је наредио хапшење свих витезова темплара широм Европе. Ипак, хтео је да чује и Де Молеа па је у децембру 1307. послао два кардинала да га саслушају, велики мајстор је пред њима повукао своја ранија признања. Папа и краљ су се договорили о подели суђења темпларима, односно о формирању две комисије од којих ће једна судити витезовима а друга реду у целини. Климент V је сазвао сабор у Вијену 1310. на ком ће се одлучивати о даљој судбини темплара. Де Моле и остали витезови треба да буду осуђени од стране папе. Папска комисија се супротставља краљу тврдећи да велики мајстор не признаје оптужбе против реда међутим свако даље доказивање невиности темплара било је осуђено на пропаст када је Филип дошао до признања осталих витезова који су ухапшени у рацији. Између 10. и 12. маја 1310. 54 темплара су спаљена на ломачи. Две године касније 22. марта 1312. папским декретом ред је званично укинут.

## Спаљивање
Велики мајстор је 18. марта 1314. изведен испред Нотр Дама заједно са још неколико поглавара реда. Требало је да затвореници ту добију казну коју је папа за њих одредио. Жак де Моле је добијену казну доживотног затвора заменио смртном када је заједно са темпларским официром Годфријем де Шарнејом рекао да је крив, али не за јерес већ за лажно признање и уништење реда. Вест о иступу се брзо прочула и сигла до краља. Филип је био љут и након консултација са својим саветницима тражио је да јеретици буду спаљени. То је и учињено истог дана. Годфри и де Моле су одбили да поново признају кривицу и тако се спасу сигурне смрти. Жак де Моле, званично последњи велики мајстор витезова Темплара, изгорео је на ломачи. Наводно је де Моле на ломачи проклео Филипа IV Лепог и папу да умру током следеће године. Без обзира да ли је де Моле заиста проклео краља и папу, народ је заиста поверовао у то, пошто је папа умро у агонији месец дана касније, док је Филип IV Лепи преминуо новембра исте године.

## Легенда
Свакако најчувенија легенда је она о клетви коју је мајстор бацио на краља и папу рекавши им да ће се наћи на Божјем суду за мање од годину дана. Оба поглавара су умрла у том временском року. Жак де Моле се спомиње и у причи о Торинском покрову где се уместо Исусовог лика заправо налази његов. Као наследници темплара данас се помињу слободни зидари. Неки аутори Рослинску капелу нуде као доказ да су темплари који су побегли од Филипа отишли до Америке и да су је открили пре Колумба јер се на унутрашњим зидовима капеле налазе слике кукуруза и дувана, у то време те биљке нису биле познате Европи.